# Патриот (закон)
Патриотски закон (енгл. USA PATRIOT Act, пуно име: ) је закон који је донет у америчком конгресу и који је ступио на снагу након што га је потписао председник САД, Џорџ В. Буш, 26. октобра 2001. године.
Изгласан као реакција на нападе 11. септембра 2001, закон је драматично смањио ограничења органа за провођење закона приликом прислушкивања телефонске и комуникације путем електронске поште, као и приликом претраге медицинских, финансијских и других евиденција. Смањио је ограничења за прикупљање обавештајних података у САД који се тичу странаца. Проширио је овлашћења Министра финансија САД да регулише финансијске трансакције, посебно оне које се односе на страна физичка и правна лица, и проширио дискрецију имиграционих органа и органа за провођење закона код затварања и депортације имиграната осумњичених за тероризам и дела повезана са тероризмом. Закон је такође проширио дефиницију тероризма да укључи и домаћи тероризам, и тиме повећао број активности на које се проширена овлашћења органа за спровођење закона могу применити.
Закон је изузетно контроверзан због овлашћивања неограниченог притвора без суђења имигрантима, и због дозволе која је дата органима за спровођење закона да претресу имовину и евиденцију без налога, сагласности или знања. (Иако им је генерално потребан налог или сагласност да изврше претрес.) Од његовог доношења, против закона је покренуто неколико правних спорова, а савезни судови су донели одлуку да је један број одредби неуставан.

## Законодавни процес
Завршно гласање у Дому:
| Гласови по странкама | Да  | Не |
| -------------------- | --- | -- |
| Републиканци         | 211 | 3  |
| Демократе            | 145 | 62 |
| Независни            | 1   | 1  |
| Укупно               | 357 | 66 |
| Није гласало         | 6   | 4  |

Завршно гласање у Сенату:
| Гласови по странкама | Да | Не |
| -------------------- | -- | -- |
| Републиканци         | 49 | 0  |
| Демократе            | 48 | 1  |
| Независни            | 1  | 0  |
| Укупно               | 99 | 1  |
| Није гласало         | 0  | 1  |